# الأردن في الألعاب الآسيوية 1998
شارك الأردن في دورة الألعاب الآسيوية لعام 1998 التي عقدت في بانكوك بتايلاند في الفترة من 6 ديسمبر 1998 إلى 20 ديسمبر 1998. وفاز  الرياضيون الأردنيون بخمس ميداليات 3   فضيات و2  برونزية. حل الأردن في المركز 25 في جدول الميداليات.